# Datsun 280 ZZZAP
Datsun 280 ZZZAP, ook gekend als Midnight Racer en 280 ZZZAP, is een racespel uit 1976 initieel uitgegeven voor Arcade. Het werd ontwikkeld door Jamie Fenton en uitgebracht door Midway Manufacturing. Het spel is gebaseerd op de Datsun 280Z-auto. Later verscheen een versie voor Astrocade.

## Spelverloop
De speler bestuurt een Datsun 280 ZZZAP-auto (een fictief model). Onderaan het scherm ziet de speler de huidige snelheid, een tijdsindicatie, het puntenaantal en in welke van de twee versnellingen (laag/hoog) de versnellingsbak staat.
De bestuurder rijdt met zijn auto op een bochtige weg die hij zo snel mogelijk moet afleggen. De randen van de weg worden aangeduid door witte vertikale strepen. Het spel is afgelopen wanneer de weg niet binnen een voorgedefinieerde tijd wordt uitgereden of indien de auto drie keer de baan verlaat. Een extra obstakel zijn tegenliggers. 